# 萊馬山
46°02′26″N 8°49′58″E / 46.04054°N 8.83268°E

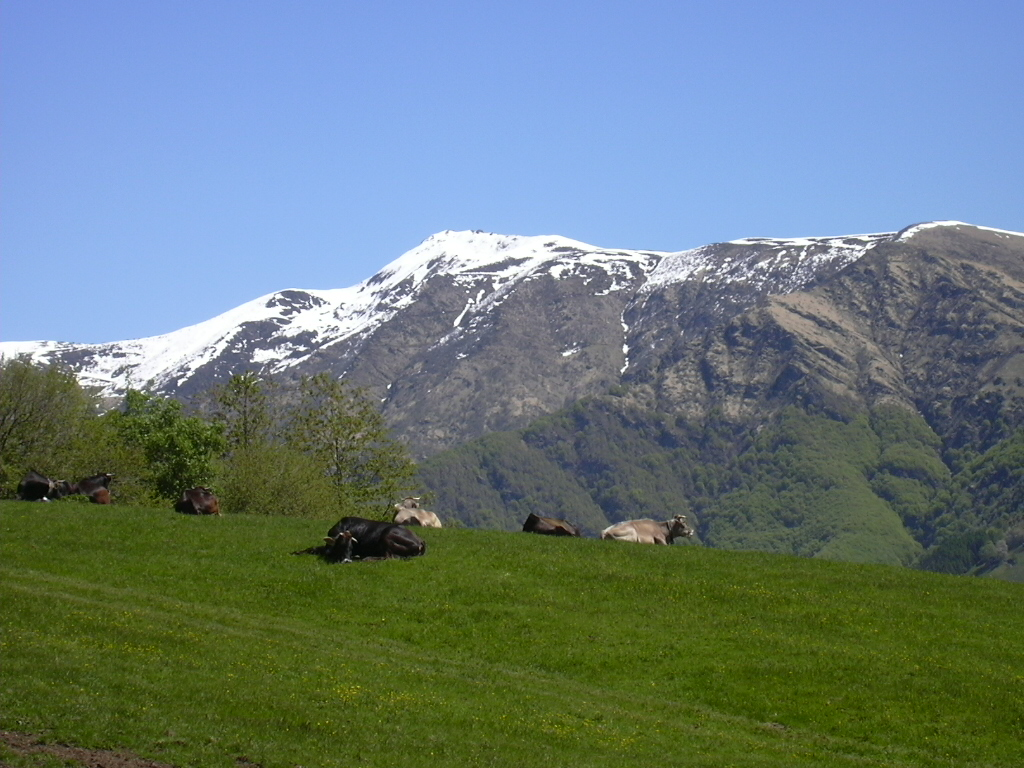

萊馬山（義大利語：Monte Lema），是中歐的山峰，位於意大利和瑞士接壤的邊境，屬於瓦雷澤前阿爾卑斯山脈的一部分，海拔高度1,619米，南坡的纜車系統建於1952年。